# Свенска Аеро Ј 6 Јактфалкен I
Свенска Аеро Ј 6 Јактфалкен I или Свенска Аеро SA-14 (швед. Svenska Aero J 6 Jaktfalken I/II) је шведски ловачки авион који је производила фирма Свенска (швед. Svenska). Први лет авиона је извршен 1930. године. 

Био је наоружан са два предња митраљеза.

## Наоружање
| Наоружање авиона: Свенска Аеро Ј 6 Јактфалкен |   |
| Ватрено (стрељачко) наоружање                 |   |
| Топ                                           |   |
| Митраљез                                      |   |
| Број и ознака митраљеза                       | 2 |
| Калибар                                       | 8 |
| Бомбардерско наоружање (бомбе)                |   |
| Ракетно наоружање (ракете)                    |   |